# Departamento Pando
Das bolivianische Departamento Pando liegt im Norden Boliviens und grenzt im Norden an Brasilien und im Westen an Peru. Es hat eine Fläche von 63.827 km², die Hauptstadt ist Cobija.

## Geographie
Pando liegt im flachen Tiefland des Amazonasbeckens. Es hat ein tropisch heißes und feuchtes Klima mit einem jährlichen Niederschlag von 1.800 mm.
Südwestlich von Pando schließt sich das Departamento La Paz und südöstlich das Departamento Beni an.

## Geschichte
Pando wurde am 24. September 1938 als jüngstes bolivianisches Departamento aus dem bis dahin bestehenden „Kolonisationsgebiet Nordwest“ (Territorio de Colonias del Noroeste) gegründet und erhielt seinen Namen zu Ehren des 25. Präsidenten Boliviens José Manuel Pando, in dessen Amtszeit (1899–1904) die Grenze zwischen Bolivien und Brasilien nach gewaltsamen Konflikten um die kautschukreiche Urwaldregion festgelegt wurde.

## Bevölkerung
Pando ist wegen seiner abgeschiedenen Lage im tropischen Regenwald nur dünn besiedelt. Die Einwohnerzahl des Departamento ist zwischen 1950 und 2024 auf das Achtfache angestiegen:
| Jahr | Einwohner | Quelle       |
| ---- | --------- | ------------ |
| 1950 | 16.284    | Volkszählung |
| 1976 | 34.493    | Volkszählung |
| 1992 | 38.072    | Volkszählung |
| 2001 | 52.525    | Volkszählung |
| 2012 | 110.436   | Volkszählung |
| 2024 | 130.761   | Volkszählung |

Für 94 % der Bevölkerung ist Spanisch die primäre Sprache.

## Provinzen

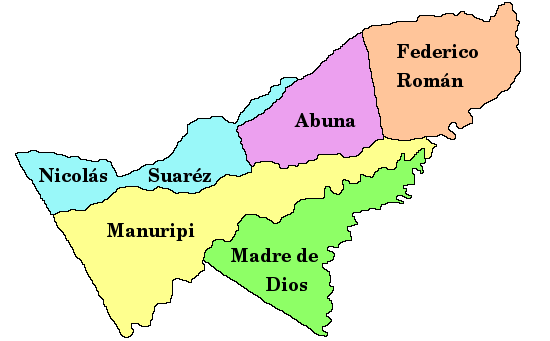
Die fünf Provinzen Pandos

Pando ist in fünf Provinzen unterteilt:
| INE-Nr. | Provinz                | Fläche     | Einwohner 1992 (Volkszählung) | Einwohner 2001 (Volkszählung) | Einwohner 2012 (Volkszählung) | Einwohner 2024 (Volkszählung) |
| ------- | ---------------------- | ---------- | ----------------------------- | ----------------------------- | ----------------------------- | ----------------------------- |
| 09-01   | Provinz Nicolás Suárez | 9.211 km²  | 18.447                        | 29.536                        | 60.297                        | 69.378                        |
| 09-02   | Provinz Manuripi       | 19.637 km² | 7.360                         | 8.230                         | 14.986                        | 18.397                        |
| 09-03   | Provinz Madre de Dios  | 11.826 km² | 8.097                         | 9.521                         | 24.070                        | 31.473                        |
| 09-04   | Provinz Abuná          | 9.604 km²  | 2.652                         | 2.996                         | 4.049                         | 5.439                         |
| 09-05   | Provinz Federico Román | 13.313 km² | 1.516                         | 2.242                         | 7.034                         | 6.074                         |

## Städte
| Stadt       | Einwohner 2001 (Volkszählung) | Einwohner 2010 (Fortschreibung) |
| ----------- | ----------------------------- | ------------------------------- |
| Cobija      | 20.820                        | 47.692                          |
| Porvenir    | 1.730                         | 2.925                           |
| Puerto Rico | 1.522                         | 2.573                           |

## Wirtschaft
Hauptwirtschaftszweige sind die Kautschukindustrie, und die Gewinnung von Paranüssen und von hochwertigen Tropenhölzern.

## Infrastruktur
Hauptverkehrswege sind die schiffbaren Flüsse. Die einzige Straßenverbindung zum Rest des Landes führt in das benachbarte Departamento Beni. Eine weitere Straßenverbindung in das Departamento La Paz ist geplant. In der Hauptstadt Cobija befindet sich ein Flughafen.

## Politik
Lokaler Feiertag ist der 24. September (Gründungstag des Departamentos). Die Flagge des Departamento Pando ist weiß-grün.
Gesamtergebnis im Departamento Pando bei den Regionalwahlen vom 4. April 2010:
| Wahl- berechtigte |  | Wahl- beteiligung | gültige Stimmen |  | MAS-IPSP | CP     | MSM   |
| ----------------- |  | ----------------- | --------------- |  | -------- | ------ | ----- |
| 43.359            |  | 37.053            | 34.593          |  | 17.192   | 16.744 | 657   |
|                   |  | 85,5 %            | 93,4 %          |  | 49,7 %   | 48,4 % | 1,9 % |

Gesamtergebnis im Departamento Pando bei den Regionalwahlen (elecciones de autoridades políticas) vom 7. März 2021:
| Wahl- berechtigte |  | Wahl- beteiligung | gültige Stimmen |  | MAS-IPSP | MTS     | CID     | PASO   | VIDA   | P.S.T. |
| ----------------- |  | ----------------- | --------------- |  | -------- | ------- | ------- | ------ | ------ | ------ |
| 73.221            |  | 59.450            | 53.928          |  | 22.155   | 21.069  | 7.038   | 2.025  | 994    | 647    |
|                   |  | 81,19 %           | 90,71 %         |  | 41,04 %  | 39,07 % | 13,05 % | 3,76 % | 1,84 % | 1,20 % |